# Archives nationales de Finlande
Pour les articles homonymes, voir Archives nationales (homonymie).
Les Archives nationales de Finlande (en finnois : Kansallisarkisto, en suédois : Riksarkivet) sont une Agence publique finlandaise ayant pour responsabilité d'archiver les documents officiels de l'État et des municipalités finlandais. Elles sont situées rue Snellmaninkatu 8 à Helsinki.

## Histoire
Les archives sont fondées en 1816 comme partie du Sénat de Finlande et ouvertes au public en 1859. Le nom actuel en suédois est choisi en 1939 et le nom finnois en 1994. Les archives deviennent une agence publique indépendante  en 1939.

## Bâtiments
Les archives occupent actuellement 4 bâtiments à Helsinki: rue Rauhankatu, rue Hallituskatu et dans les quartiers de Siltavuori et de Sörnäinen.
Le bâtiment principal conçu par Gustaf Nyström est situé  rue Rauhankatu, il a été agrandi à de nombreuses reprises. les archives sont transférées en 1890 du Sénat vers le bâtiment situé au coin des rues Rauhankatu et Snellmaninkatu et à proximité la Säätytalo, de la Suomen Pankki et des bâtiments de l'université. 
La première extension est construite sur Snellmaninkatu en 1928. En 1972, l’architecte Olof Hansson conçoit un autre bâtiment supplémentaire.
Sur le fait du bâtiment principal se trouvent trois sculptures de personnages féminins réalisées par C.E. Sjöstrand. 
Dans le bâtiment on peut voir les peintures du plafond et des fresques murales peintes par Salomo Wuorio en 1890 et une fresque murale de Tor Arne réalisée en 1974.
Les Archives nationales emploient 160 personnes. 
Les archives occupent 128 km d'étagères. 
Les archives offrent 200 places de travail et 60 places de lecture ainsi qu'une cafétéria le Café Hausen, nommé en mémoire du professeur Reinhold Hausen.

## Directeurs
- Karl Bomansson  (1880–1883)
- Reinhold Hausen (1883–1916)
- Leo Harmaja (1917)
- J. W. Ruuth (1917–1926)
- Kaarlo Blomstedt (1926–1949)
- Yrjö Nurmio (1949–1967)
- Martti Kerkkonen (1967–1970)
- Tuomo Polvinen (1970–1974)
- Toivo Paloposki  (1974–1987)
- Veikko Litzen (1987–1996)
- Kari Tarkiainen (1996–2003)
- Jussi Nuorteva (2003-2022)
- Päivi Happonen (2022–)